# 선진뷰티사이언스
선진뷰티사이언스 주식회사(영어: Sunjin Beauty Science)는 서울특별시 금천구 가산디지털2로 43-14에 본사를 둔 화장품 원료 제조 기업이다.

## 개요
무기계 자외선 차단 소재(산화아연, 이산화티탄)와 마이크로비드를 제조/공급한다.